# Apocyclops spartinus
Apocyclops spartinus är en kräftdjursart som först beskrevs av Ruber 1968.  Apocyclops spartinus ingår i släktet Apocyclops och familjen Cyclopidae. Inga underarter finns listade i Catalogue of Life.